# El Palmar (Venezuela)
Pour les articles homonymes, voir El Palmar.
El Palmar est une ville de l'État de Bolívar au Venezuela, chef-lieu de la municipalité de Padre Pedro Chien.